# دورة الألعاب الآسيوية للصالات والفنون القتالية 2017
دورة الألعاب الآسيوية للصالات والفنون القتالية 2017، والتي تعد أيضا الدورة الخامسة للألعاب الآسيوية للصالات، أقيمت في عشق أباد، تركمانستان في عام 2017. أصبحت المدينة الثالثة في الدول السوفيتية السابقة التي حصلت على حق استضافة حدث أقره المجلس الأولمبي الآسيوي بعد أستانا وألماتي في كازاخستان اللتين استضافتا معا دورة الالعاب الاسيوية الشتوية لعام 2011. وقد أختيرت المدينة المضيفة في الكويت في 19 ديسمبر 2010. وفي 6 يوليو 2013، سلم علم المجلس الأولمبي الآسيوي لعمدة مدينة عشق أباد رسميا.

## اللجان الأولمبية الوطنية المشاركة
وقد دعيت جميع الدول ال 45 الاعضاء في المجلس الاوليمبي الآسيوي للمشاركة في هذه الالعاب. لأول مرة في الالعاب الآسيوية يحضرها 17 لجنة أوليمبية وطنية من أوقيانوسيا.
| اللجان الأولمبية الوطنية المشاركة |
| --- |
| أعضاء المجلس الأولمبي لآسيا - أفغانستان (158) - البحرين (11) - بنغلاديش (12) - بوتان (9) - بروناي (1) - كمبوديا (2) - الصين (198) - تايبيه الصينية (99) - تيمور الشرقية (1) - هونغ كونغ (114) - الهند (211) - إندونيسيا (99) - إيران (226) - العراق (52) - اليابان (60) - الأردن (115) - كازاخستان (185) - قيرغيزستان (182) - لاوس (7) - لبنان (68) - ماكاو (36) - ماليزيا (13) - المالديف (38) - منغوليا (71) - مينمار (1) - نيبال (18) - كوريا الشمالية (1) - سلطنة عمان (5) - باكستان (107) - فلسطين (28) - الفلبين (121) - قطر (49) - السعودية (55) - سنغافورة (12) - كوريا الجنوبية (71) - سريلانكا (21) - سوريا (35) - طاجيكستان (136) - تايلاند (246) - تركمانستان (493) (مضيف) - الإمارات العربية المتحدة (61) - أوزبكستان (212) - فيتنام (105) - اليمن (6) - الرياضيون الأولمبيون المستقلون في الألعاب الأولمبية (2) - Athlete Refugee Team (5) |
| أعضاء اللجنة الأولمبية الوطنية أوقيانوسيا - ساموا الأمريكية (7) - أستراليا (18) - جزر كوك (11) - ولايات ميكرونيسيا المتحدة (11) - فيجي (28) - غوام (34) - كيريباتي (13) - جزر مارشال (10) - ناورو (12) - كاليدونيا الجديدة (2) - بالاو (10) - بابوا غينيا الجديدة (10) - ساموا (16) - جزر سليمان (19) - تاهيتي (23) - تونغا (10) - توفالو (8) - فانواتو (14) |

## وصلات خارجية
- الموقع الرسمي
- الموقع الرسمي

| سبقه دورة الألعاب الآسيوية للصالات والفنون القتالية 2013 | Asian Indoor and Martial Arts Games عشق آباد II Asian Indoor and Martial Arts Games (2017) | تبعه Bangkok and Pattaya ‏ |